# Eurocorps
Eurocorps é uma força que consiste de mais de 60 mil soldados dos exércitos da Bélgica, França, Alemanha, Luxemburgo e Espanha. Não é subordinada a qualquer outra organização militar, que não às cinco nações integrantes. É sediada em Estrasburgo, próxima da fronteira entre a França e a Alemanha.
O general comandante é o tenente-general Alfredo Ramirez-Fernandez (Espanha).